# Francesco Galli da Bibiena

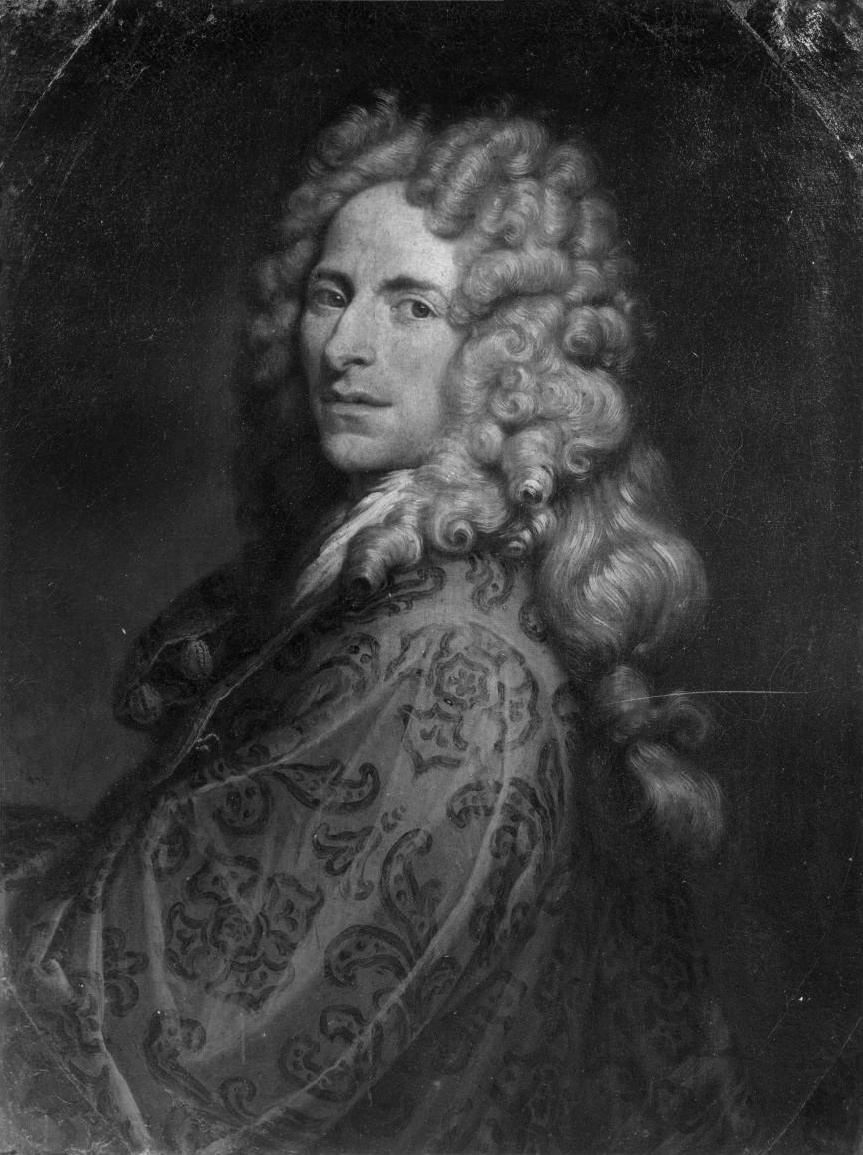
Selbstporträt Francesco Galli da Bibienas in der Galerie der Uffizien

Francesco Galli da Bibiena (* 12. Dezember 1659 in Bologna; † 20. Januar 1739 ebenda) war ein italienischer Szenograph, Architekt, Bühnenbildner und Dekorationsmaler aus der bekannten Künstlerfamilie Galli da Bibiena. Er entwarf und malte Kulissen sowie Dekorationen für die Theater der bedeutendsten Städte Italiens und war Architekt mehrerer großer europäischer Theaterbauten.

## Familie
Francesco kam als zweiter Sohn des Malers Giovanni Maria Galli da Bibiena in Bologna zur Welt. Sein älterer Bruder war Ferdinando Galli da Bibiena, mit dem er im Laufe seines Lebens einige Male eng zusammenarbeitete.
Aus seiner Ehe stammen drei Kinder:
- Jean (* 1709/1710?; † 1779), französischsprachiger Schriftsteller
- Giovanni Carlo (* 26. April 1710/1717?;[2]:601 † 1760[1]), wie sein Vater Maler und Architekt
- eine Tochter (* 23. August 1711; † 5. April 1712)[2]:601

## Leben und Werk
Nachdem Francesco zuerst eine Lehre als Kaufmann begonnen hatte, wurde er ab etwa 1673:600 bei Lorenzo Pasinelli und anschließend bei Carlo Cignani als Figurenmaler ausgebildet. Danach wandte er sich jedoch der Architektur und der Dekorationsmalerei zu.
1682 ging er nach Piacenza, um dort für den Herzog Ranuccio II. Farnese einige Räume des Herzogspalastes zu gestalten. Anschließend arbeitete der Künstler in Parma. Nach einer dreijährigen Tätigkeit als Maler von Theaterdekorationen in Rom engagierte ihn der Herzog von Mantua, Ferdinando Carlo von Gonzaga-Nevers. Für ihn beendete Francesco den Bau des von Giulio Romano entworfenen Hofs des Palazzo Ducale in Mantua.
Über Genua führte der Weg ihn anschließend nach Neapel. Dort arbeitete er 1702 für den Vizekönig Francisco Pacheco de Acuña, um die Feierlichkeiten anlässlich des Empfangs des spanischen Königs Philipp V. zu leiten. Dieser machte ihm das Angebot, für ihn in Spanien tätig zu werden, doch Francesco schlug das Angebot aus, um ab etwa 1704 für Kaiser Leopold I. in Wien zu arbeiten. Dort errichtete er ein großes Hoftheater. Aufgrund zu hoher Gehaltsforderungen Bibienas entließ ihn der Kaiser aus seinen Diensten, und Francesco ging kurz nach Leopolds Tod 1705 nach Italien zurück.
Im Jahr 1707 ging er nach Nancy an den Hof des Herzogs von Lothringen, um für ihn in der Hauptstadt des Herzogtums ein großes Theater zu bauen. Während dieser Zeit in Lothringen heiratete Francesco. 1710 holte ihn Joseph I. nach Wien an den kaiserlichen Hof zurück, um ihn als „Ersten Theatral-Ingenieur“ zu beschäftigen. Während dieser Zeit fertigte er zahlreiche Dekorationen für Opern an, unter anderem für Tigrane, Mucius Scaevola und Contis Sieg der Freundschaft über die Liebe. Spätestens 1712 hatte er jedoch Wien schon wieder verlassen und war nach Italien zurückgekehrt, denn in diesem Jahr hatte sein älterer Bruder Ferdinando unter dem neuen Kaiser Karl VI. Francescos Stelle eingenommen.
Der Marchese Scipione Maffei beauftragte ihn damit, das Theater der Veroneser Accademia de’ Filarmonici – Teatro Filarmonico genannt – zu bauen, das sich durch eine besonders gute Akustik auszeichnete. 1720 folgte Francesco einem Ruf nach Rom, wo er bis 1722 das Teatro Alibert erbaute.
1726 ließ er sich wieder in Bologna nieder, wo er seit jenem Jahr als Leiter der Accademia Clementina fungierte. Dort lehrte er Geometrie, Perspektive, Mathematik und Vermessungskunde. Francesco Galli da Bibiena starb 1739 in dieser Stadt und liegt in der Kirche Santa Maria Maggiore begraben. Erhalten ist von ihm ein Werk mit dem Titel L’Architettura maestra delle arti, che la compongono, das jedoch nie veröffentlicht wurde.